# شوجي ميغورو
شوجي ميغورو (目黒将司 ميغورو شوجي) هو ملحن ياباني ولد في 4 يونيو 1971 في طوكيو.

## دراسته
تخرج من جامعة نيهون.

## أعماله في الأنمي

### مسلسلات أنمي تلفزيونية
- بيرسونا 4 ذي أنيميشن
- بيرسونا 4 ذا غولدن أنيميشن (بالتعاون مع تيتسويا كوباياشي)
- بيرسونا 5: ذا انميشن

### أفلام أنمي
- سلسلة أفلام بيرسونا 3 ذا موفي
  - بيرسونا 3 ذا موفي: #1 Spring of Birth

## أعماله في ألعاب الفيديو
- ريفيليشنز بيرسونا (بالتعاون مع هيديهيتو آوكي، ميساكي أوكيبي وكينيتشي تسوتشيا)
- بيرسونا (PSP)
- بيرسونا 3
- بيرسونا 3 فيس
- بيرسونا 3 بورتبل
- بيرسونا 4
- بيرسونا 4 غولدن
- بيرسونا 4 أرينا
- بيرسونا 5
- بيرسونا 5 رويال
- كاثرين
- سلسلة ألعاب تروما سنتر
- شين ميغامي تينسي: نوكترن
- ماكين X (بالتعاون مع تاكاهيرو أوغاتا)
- ماكين 爻 (بالتعاون مع تاكاهيرو أوغاتا)

## وصلات خارجية
- شوجي ميغورو على موقع IMDb (الإنجليزية)
- شوجي ميغورو على موقع ميوزك برينز (الإنجليزية)
- شوجي ميغورو على موقع ديسكوغز (الإنجليزية)